# Bully, Loire
Bully är en kommun i departementet Loire i regionen Auvergne-Rhône-Alpes i centrala Frankrike. Kommunen ligger i kantonen Saint-Germain-Laval som tillhör arrondissementet Roanne. År 2022 hade Bully 433 invånare.

## Befolkningsutveckling
Antalet invånare i kommunen Bully
| Referens: INSEE |